# Lachamp
Lachamp (okcitán nyelven Lo Cham) korábbi község Franciaország déli részén, Lozère megyében. 2011-ben 179 lakosa volt.
2019. január 1-jén Ribennes korábbi községgel egyesült és az így létrejött Lachamp-Ribennes új község része lett.

## Fekvése
Lachamp a Margeride-hegység nyugati oldalán fekszik, Saint-Amans-tól 12 km-re délkeletre, 1060 méteres (a községterület 1090-1553 méteres) tengerszint feletti magasságban.
Északról Ribennes és Rieutort-de-Randon, keletről Servières, délről Gabrias és Montrodat, nyugatról pedig Saint-Léger-de-Peyre és Recoules-de-Fumas községekkel határos.
A D999-es megyei út köti össze Ribennes-en keresztül Saint-Amans-nal, valamint Marvejols-lal (12 km).
A községhez tartoziknak Les Vernets, Channac, Le Mazet, Montchiroux, Laubespin, Combe-Maury és Champagnac települések.

## Története
A falu lakosainak elnevezése (couperoches - kővágók) abból ered, hogy a lachampiak hagyományos foglalkozási ága volt a palakitermelés (ma is több kőfejtő működik a község területén). Egyházközségéről az első írásos említés 1254-ből származik, de Quintinhacnál a Római Birodalom korából való leleteket is találtak.

### Demográfia
| Év   | Lakosság |
| ---- | -------- |
| 1793 | 1015     |
| 1851 | 653      |
| 1876 | 647      |
| 1901 | 617      |
| 1936 | 447      |

| Év   | Lakosság |
| ---- | -------- |
| 1946 | 362      |
| 1954 | 313      |
| 1962 | 290      |
| 1968 | 247      |

| Év   | Lakosság |
| ---- | -------- |
| 1975 | 184      |
| 1982 | 181      |
| 1990 | 167      |
| 1999 | 142      |
| 2010 | 177      |

## Nevezetességei
- A Notre-Dame templom 1827-ben épült.
- Saint-Loup-de-Rives kápolna 12. századi eredetű.
- Montchiroux-ban található a 19. században épült Trinité-kápolna.
- Montchiroux - jellegzetes gránitsziklaformák.
- Az első világháború áldozatainak emlékművét 1925-ben emelték.[3]

## Kapcsolódó szócikk
- Lozère megye községei

## Külső hivatkozások
- Nevezetességek (franciául)